# Heldense Bossen
De Heldense Bossen vormen een boscomplex ten westen van Baarlo en ten zuiden van Helden in het Nederlandse Midden-Limburg.
Het gebied omvat ongeveer 500 ha en bestaat voornamelijk uit naaldbos dat in de jaren '20 en '30 van de 20e eeuw werd aangeplant op stuifzandduinen. De naaldbomen werden ooit als mijnhout gebruikt, maar tegenwoordig vindt houtexploitatie nauwelijks meer plaats. 
Hoewel een klein gedeelte van het bos gebruikt wordt voor recreatie (camping, villa's, golfterrein) is het voornamelijk een rustgebied voor vogels en andere dieren. Ook zijn er wandel- en fietspaden. In het bosgebied ligt de Sint-Catharinakapel.
Het gebied is eigendom van de gemeente Peel en Maas en van particulieren. Het wordt begrensd door de Kesselse Bergen in het oosten.
In het zuidwesten van het gebied ligt het Kesseleikerbroek.
In 2008 werden er gecamoufleerde valkuilen ontdekt, op de wandelpaden, van 1,5m diep met metalen pinnen rechtop op de bodem.
Er zijn hiervoor twee mannen aangehouden.